# Borris Kirke
Borris Kirke ligger lavt tæt ved Skjern Å, som deler sognet i to: Borris Nørreland og Borris Sønderland, som består af henholdsvis frugtbar jord i nord og udstrakte heder i syd, som er dannet af smeltevand fra den sidste istid. Siden 1903 er området blevet brugt som skydeterræn af Forsvaret. Det blev  udvidet ved ekspropriation i 1952, hvor 125 mennesker måtte finde beskæftigelse andetsteds.
Selve kirken er en stor kvaderstenskirke. Bygningen består af et kor og et skib i romansk stil samt et tilbygget tårn og våbenhus i sengotisk stil. Kirketårnet er karakteristisk med dets fire højgavle. De romanske dele af kirken er opført i granitkvadre. Både den sydvendte dør og den nordvendte dør er i brug.

## Inventar
I koret står en stor renæssancealtertavle fra omkring 1625. Prædikestolen er fra 1603-04  reliefudskæringer, som viser Luther og evangelisterne. Bemærkelsesværdig er to træfigurer fra før1536. I venstre side af skibet hænger et stort korbuekrucifiks. En træfigur af Maria med barnet fra ca. 1500 står i skibets venstre hjørne. Begge er sirligt udført i fuld størrelse. Degne- og præstestolene i koret er skåret i eg og forsynet med skabe. Resten af inventaret i kirken er fra 1600-1650. Flere af genstandene bærer årstal og kan dateres meget nøjagtigt Fx er prædikestolen fra 1603. Prædikestolen, fontehimlen og altertavlen er udført omkring 1650 i renæssancestil.
Bagest i kirken findes pulpituret, som også er opført omkring 1650. På pulpituret er de tolv apostle afbildet med Frelseren, Jesus Kristus, i midten. Malerierne er udført af Jacob van Molengracht og Jacob Bartholomesen med inspiration fra Holland.
Tårnet og kirken blev restaureret 1947-53.